# Czarnia Duża
Czarnia Duża – wieś w Polsce położona w województwie kujawsko-pomorskim, w powiecie rypińskim, w gminie Skrwilno.

## Podział administracyjny
| SIMC    | Nazwa     | Rodzaj    |
| ------- | --------- | --------- |
| 0869778 | Osina     | część wsi |
| 0869784 | Przylasek | część wsi |
| 1030144 | Rudziska  | część wsi |

W latach 1954–1956 wieś należała i była siedzibą władz gromady Czarnia Duża, po przeniesieniu siedziby gromady w gromadzie Zambrzyca. W latach 1975–1998 miejscowość administracyjnie należała do województwa włocławskiego.

## Demografia
Według Narodowego Spisu Powszechnego (III 2011 r.) liczyła 182 mieszkańców. Jest jedenastą co do wielkości miejscowością gminy Skrwilno.